# Usman Sale
Usman Sale (Jos, Nigeria, 27 de agosto de 1995) es un futbolista nigeriano. Juega de mediocampista y su equipo actual es el KuPS Kuopio de la Veikkausliiga.

## Clubes
| Club        | País      | Año           | PJ | Goles |
| ----------- | --------- | ------------- | -- | ----- |
| Viking FK   | Noruega   | 2016-2019     | 42 | 4     |
| KuPS Kuopio | Finlandia | 2020-2021     | 35 | 4     |
| AC Oulu     | Finlandia | 2021-presente | 16 | 1     |